# Желим да поједем твој панкреас
Желим да поједем твој панкреас (транслит.) јесте јапански дигитални лајт роман који је написала Јору Сумино. Објављивао се 2014. године на платформи Shōsetsuka ni Narō, након чега је издат у штампаном формату. Роман је касније адаптиран у мангу, играни и анимирани филм.
У Србији, издавачка кућа Вулкан превела је роман на српски језик, док је мангу превео издавач Сталкер 2024. године.

## Радња
Сакура Јамаучи пати од неизлечиве болести панкреаса. Игром случаја, њену тајну открива вршњак из школе, који јој обећава да никоме неће рећи. Њихова веза се полако развија, упркос Сакурине судбине. 

## Франшиза

### Новела
Веб-роман Желим да поједем твој панкреас написала је Јору Сумино. Испрва се објављивао на сајту Shōsetsuka ni Narō 2014., да би га 19. јула 2015. године издавачка кућа Футабаша објавила у штампаном формату. Илустрацију корица радио је уметник „loundraw“.
У Србији, издавачка кућа Вулкан превела је и објавила роман 21. новембра 2024. године.

### Манга
Адаптацију романа у виду манге радила је уметница Изуми Кирихара. Објављивала се од 25. августа 2016. до 25. маја 2017. године у Футабашиевој ревији Monthly Action. Поглавља су сакупљена у два танкобона; први је изашао 10. фебруара, а други 20. јуна 2017. године.
Издавачка кућа Сталкер је јануара 2024. године најавила превод манге на српски језик.

#### Списак томова
| - 1. „Мој школски друг” - 2. „Суште супротности” - 3. „Места која желим да посетим пре смрти” - 4. „Истина или изазов” - 5. „Забрањена ствар” |

| - 6. „Својом вољом” - 7. „Живети је...” - 8. „Желим да поједем твој панкреас” - 9. „Живети са смрћу” - 10. „Пут којим сам кренуо” |

### Играни филм
Роман је 28. јула 2017. године адаптиран у играни филм. Главне улоге тумаче Такуми Китамура и Минами Хамабе.

### Анимирани филм
Роман је такође адаптиран у анимирани филм, у продукцији студија VOLN и Aniplex. Премијерно је приказан 24. јула 2018. године у Токију.